# Robert Zietse
Robert (Bob) Zietse (Willemstad (Curaçao), 7 mei 1958) is een Nederlandse internist-nefroloog en emeritus-hoogleraar verbonden aan het Erasmus Medisch Centrum in Rotterdam.

## Opleiding en loopbaan
Zietse studeerde geneeskunde (1976-1983, Universiteit van Leiden) en was daarna arts in opleiding tot internist in Medisch Centrum Alkmaar (1983-1985) en Academisch Ziekenhuis Rotterdam-Dijkzigt (1985-1990), waar hij daarna als internist en nefroloog (1993) ging werken. In 1995 promoveerde hij op het proefschrift ‘Farmacologische beïnvloeding van de glomerulaire barrière’ bij prof.dr. M.A.D.H. Schalekamp en prof.dr. W. Weimar.  In 2009 werd hij benoemd als hoogleraar Inwendige geneeskunde, met de bijzondere aandacht voor de Nefrologie. Onder zijn leiding als hoofd van de Sector Nefrologie en Transplantatie (2016-2022) werd de dialysezorg vernieuwd, het niertransplantatieprogramma uitgebreid en een Europees erkend expertisecentrum voor erfelijke nierziekten opgezet. Ook heeft hij bijgedragen aan het digitaliseren van de werkzaamheden in het ziekenhuis. 

## Onderzoek
Zietse publiceerde meer dan 220 wetenschappelijke artikelen en begeleidde meer dan 15 promovendi. Zijn onderzoek richtte zich op hemodynamiek tijdens hemodialyse, elektrolytstoornissen en polycysteuze nierziekte. Zijn werk leverde nieuwe inzichten op in de pathofysiologie van nierfunctiestoornissen.

## Onderwijs
Binnen het Erasmus MC speelde Zietse een prominente rol in het onderwijs: hij was betrokken bij de ontwikkeling van curriculum Erasmusarts 2007, coördinator van het thema Milieu Intérieur (2001–2024), hoofd Practicum Klinische Vaardigheden (2007–2013), consulent klinisch redeneren (2001–2017) en lid van de Opleidingscommissie Geneeskunde (2006–2015, 2011–2013 als voorzitter). Zijn onderwijskwaliteiten werden meermaals onderscheiden met prijzen van de Medische OnderwijsRaad Erasmus MC (MORE). Hij werd verkozen tot Docent van het Jaar (2002–2003) en vijfmaal tot Docent van Jaar 1. Hij was een van  de eerste docenten met een Senior Kwalificatie Onderwijs. Daarnaast pionierde hij met digitale onderwijsvormen met korte online colleges (Bob’s Breinbrekers, Link YouTube). Ook was hij betrokken bij de vervolgopleiding voor artsen in opleiding tot specialist als voorzitter van het landelijke onderwijs Water en Zout (Centraal Onderwijs Interne Geneeskunde, 2008–2024), en opleider nefrologie (2000–2021), waarbij hij 41 nefrologen opleidde.

## Emeritaat en onderscheiding
Op 6 juni 2025 houdt Zietse zijn afscheidsrede aan de Erasmus Universiteit Rotterdam met als titel ‘Leuke dingen met leuke mensen’. . Op diezelfde dag werd hij benoemd tot Ridder in de Orde van Oranje-Nassau voor zijn bijdragen aan de klinische nefrologie, medische opleiding en wetenschappelijk onderzoek.